# The Girl's Guide to Depravity
The Girl's Guide to Depravity (no Brasil: Guia de Depravação para Garotas) é uma série televisiva de comédia / drama baseada no popular blog de Heather Rutman, de mesmo nome. Estreou nos Estados Unidos no Cinemax em fevereiro de 2012 e foi exibida internacionalmente na América Latina (HBO), Espanha (Cuatro), Canadá (IFC) e Japão (Dentsu).

## Premissa
Baseado em um blog, The Girl's Guide to Depravity é uma série sobre duas mulheres, Lizzie (Sally Golan) e Samantha (Rebecca Blumhagen) e as regras que elas usam para se divertir e evitar serem prejudicadas nos relacionamentos. 

## Elenco e personagens
- Rebecca Blumhagen - Samantha
- Sally Golan - Lizzie
- Tessa Harnetiaux - Megan (temporada 2)
- Megan Barrick - Jenna (temporada 2)
- Jesse Liebman - Jason
- Nick Clark - Dean
- Kirk Barker - Ben
- Joe Komara - Tyler
- Chasty Ballesteros - Rachel (temporada 2)
- Jeff Takacs - Blair
- Margaret Keane Williams - Kate
- Topher Mikels - Dirty Hot Guy
- Kyle Knies - Drew
- Riley Steele - Kaylie
- Victoria Atkin - Camilla
- Christina Collard - Pill Pusher Penni

## Ligações Externas
- The Girl's Guide to Depravity. no IMDb.